# Nombre 189
El nombre 189 (CLXXXIX) és el nombre natural que segueix el nombre 188 i precedeix el nombre 190.
La seva representació binària és 10111101, la representació octal 275 i l'hexadecimal BD.
La seva factorització en nombres primers és 3³×7; altres factoritzacions són 1×189 = 3×63 = 7×27 = 9×21; és un nombre 4-gairebé primer: 7 × 3 × 3 × 3 = 189.